# Шортугай
Шортугай (Shortughai) — археологический памятник в округе Даркад на севере Афганистана, торговая колония Индской цивилизации, основанная приблизительно в 2000 году до н. э. на берегу реки Оксус (Амударьи) вблизи от месторождения афганского лазурита. Самое северное поселение Индской цивилизации. Согласно Бернарду Сардженту, в Шортугае присутствуют все стандартные характеристики Харапского культурного комплекса.

## Торговая колония
В период Индской цивилизации Шортугай был крупной торговой колонией, расположенной рядом с источниками сырья для металлургического производства (золота, меди и олова) и месторождением афганского лазурита. В Шортугае была развита металлообработка и другие ремёсла. Мастера работали с медью, свинцом, золотом, а также занимались камнерезным делом. В Шортугае также было развито земледелие: здесь обнаружены остатки оросительных каналов. Местные жители возделывали чечевицу и кунжут, выращивали виноград, пшеницу и рожь, разводили зебу и буйволов.

## Место раскопок
Культурный слой Шартугая условно разделён на два участка «А» и «Б», к каждому из которых относится несколько холмов. Площадь каждого из участков составляет примерно 2 гектара. На территории одного участка ранее располагался город Индской цивилизации, а в пределах другого находилась крепость.

## Артефакты
Шортугай был открыт в 1976 году. В 1977—1979 годах памятник исследовала французская экспедиция. В Шортугае обнаружили бусы из афганского лазурита и сердолика, бронзовые предметы, статуэтки из терракоты, а также другие типичные для Индской цивилизации артефакты: печать с надписью и изображением носорога, глиняные таблички с изображением крупного рогатого скота и упряжек, расписную керамику хараппского дизайна, глиняные сосуды, бронзовые украшения, браслеты из ракушек, сырцовые кирпичи, формат которых совпадал с форматом кирпичей в Хараппе. В ходе раскопок не было найдено монет. Обнаруженные артефакты аналогичны другим хараппским памятникам.